# Galbulimima belgraveana

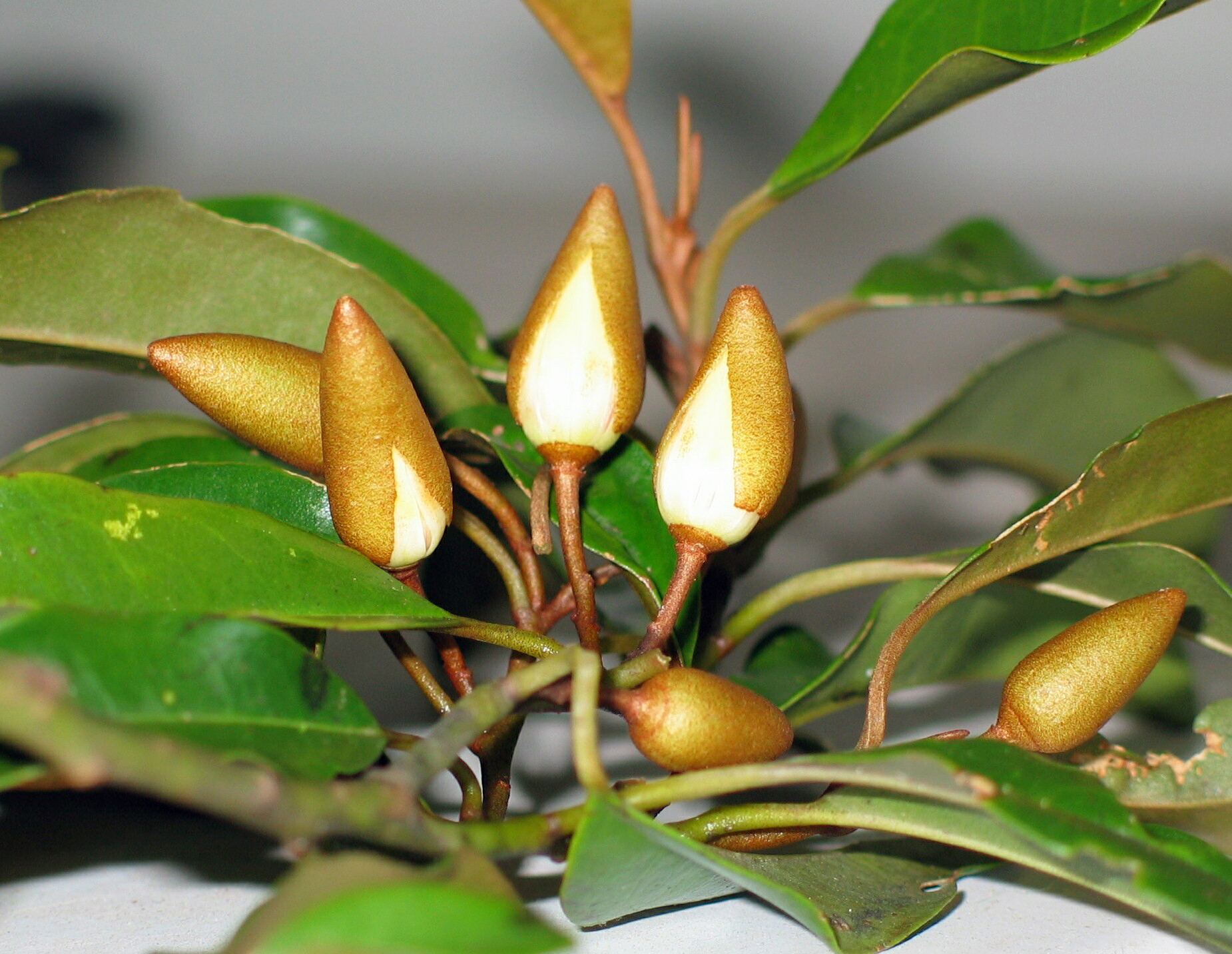
Kalyptrate Blütenknospen

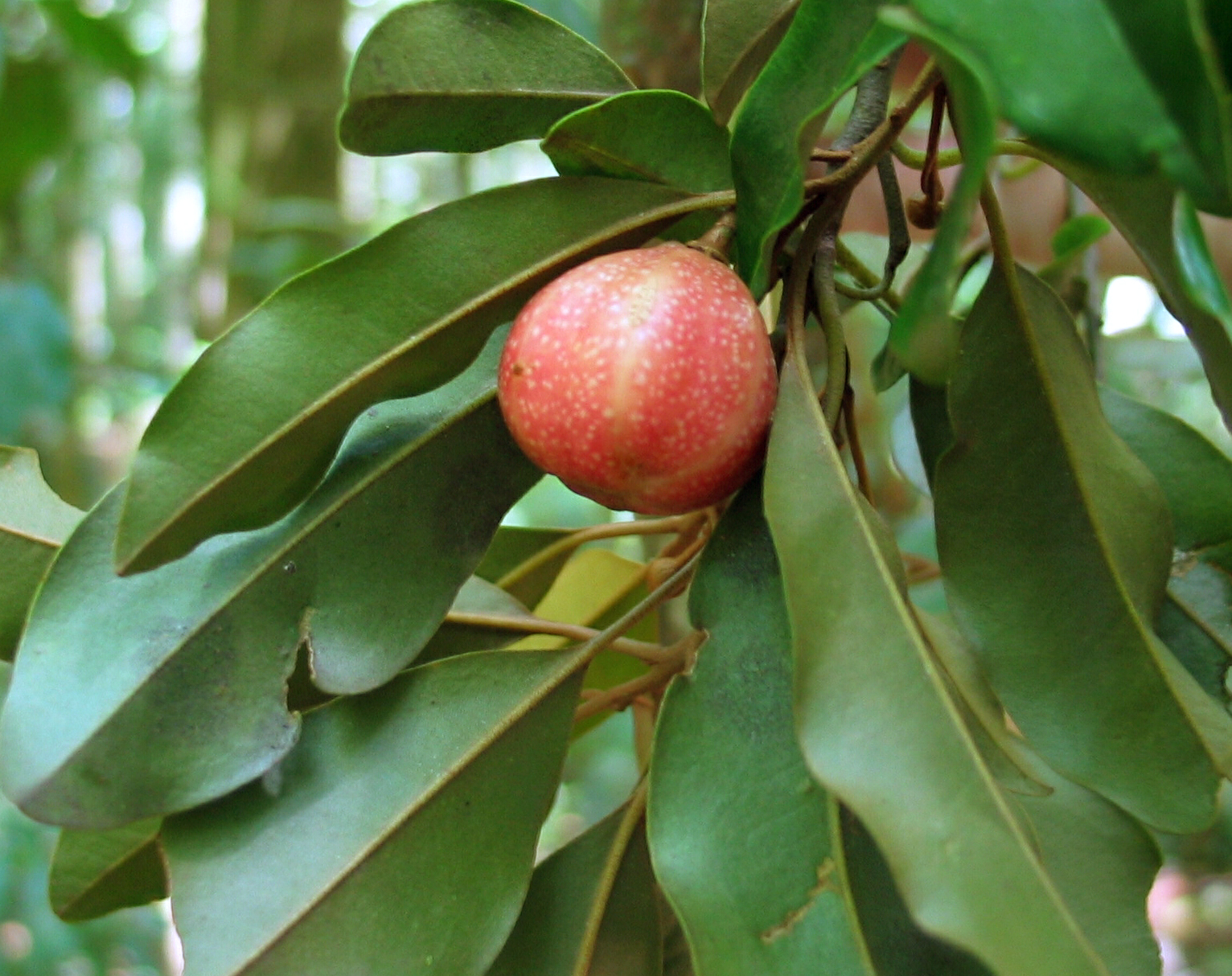
Frucht

Galbulimima belgraveana ist ein Baum in der Familie der Himantandraceae aus dem nordöstlichen Australien, Neuguinea und den Salomonen. Es ist wahrscheinlich die einzige Art der Gattung Galbulimima.

## Beschreibung
Galbulimima belgraveana wächst als immergrüner Baum bis über 35 Meter hoch. Der Stammdurchmesser erreicht über 50 Zentimeter. Manchmal werden Brettwurzeln gebildet oder der Stamm ist geriffelt.
Die einfachen Laubblätter sind kurz gestielt und wechselständig, schraubig angeordnet. Die ledrigen, eiförmigen bis elliptischen, lanzettlichen oder verkehrt-eiförmigen Blätter sind ganzrandig und spitz bis zugespitzt, seltener stumpf bis rundspitzig. Sie sind unterseits rostig schuppig und verkahlend. Die Nebenblätter fehlen.
Galbulimima belgraveana ist protogyn, also vorweiblich. Die konischen, rostig-schuppigen Blütenknospen besitzen zwei ledrige Kalyptras, die als Deckblätter gedeutet werden. Die unangenehm riechenden, gelb-cremefarbenen Blüten erscheinen einzeln und achselständig. Die gestielten Blüten sind zwittrig und ohne Blütenhülle. Der Blütenstiel ist schuppig. Es sind bis über 100 abgeflachte, petaloide, schmal-eilanzettliche bis lineal-lanzettliche Staubblätter und Staminodien ausgebildet. Nur die mittleren sind fertil, an den inneren und mittleren können Drüsen vorhanden sein. Die mehreren (7–12) und kurzen, fast freien, schuppigen Fruchtblätter bzw. Stempel sind oberständig auf einen leicht becherförmigen Blütenboden, sie wachsen später unregelmäßig zusammen.
Es werden rundliche, rötliche bis purpur-rote und vielsamige, bis etwa 1,5–2,5 Zentimeter große, rippge, mehrsamige, apfelartige und glänzende Früchte, Steinfrüchte, gebildet. Die vielen hellen Samen, Pyrene, sind flach.

## Verwendung
Die alkaloidhaltigen Rinde, Früchte und die Blätter werden als Halluzinogen und Narkotika genutzt. Ein psychotrope Wirkung ist unbelegt oder unklar.
Das nicht beständige, relativ leichte Holz wird für einige Anwendungen genutzt.